# Aalborg (dokumentarfilm)
Aalborg er en dansk dokumentarfilm fra 1948.

## Handling
INDHOLD:
- 00:02:00 Fortekst: Gunnar Wangel film A/S præsenterer: Grafik med Danmarkskort. Zoom ind på Nordjylland.

AALBORG.
- 00:02:14 En norsk flyvemaskine lander, DC 3, lander i Ålborg lufthavn. Passagererne kommer ud af maskinen og hilses velkommen af to uniformerede lufthavnsmedarbejdere. De går ind i en bygning.
- 00:02:33 Et tog ankommer til jernbanestationen i Ålborg.
- 00:02:41 Damperen "Aalborghus" står ind i Ålborg havn og lægger til kaj, passagererne går i land.
- 00:02:55 Vue over Ålborg.
- 00:03:03 Gadebilleder. Jens Bangs stenhus. Rutebiler og trafik. Budolfi kirke. Torvedag. Marked. Handel. Gamle huse. Hestevogne.
- 00:04:35 Damplokomotiv kører gennem gade.
- 00:04:52 Broen over Limfjorden. Skib sejler igennem.
- 00:05:11 Ålborg Vesterbro med Cimbrertyren. Politibetjent dirigerer trafik manuelt.
- 00:05:37 Ålborg tårnet. Haveanlæg. Park med mindre springvand. Legeplads.
- 00:06:18 Zoologisk have. Bjørne. Tigre. Søløver.
- 00:06:57 Moderne aldersrentenyder-boliger. Pensionister. Moderne boligbyggeri. Cimbrertyren igen.
- 00:07:39 Aalborg Spritfabrikker. 00:08:22 Aalborg Portland Cementfabrikker. Tipvognstog i kalkbruddet. Der produceres cement.
- 00:09:31 Gåsepigen. C.W. Obel's tobaksfabrik. Der produceres cigaretter.
- 00:10:17 Badestrand. Ungt par tænder en cigaret. Strand i nærheden af Ålborg og en anden strand.
- 00:11:05 Rebild national park. Kong Frederik IX ankommer til Rebildstævnet i 1948. Blandt andre ses dronning Alexandrine, Jean Hersholt og Hans Hedtoft. Det amerikanske flag hejses. Hersholt og andre taler. Kongen forlader stævnet i bil, som han selv kører.
- 00:13:31 Slut.[1]